# John Stanhope Ball
John Stanhope Ball, nacido en septiembre de 1926 en Umtali (ahora Mutare, Zimbabue) y fallecido en 1976 en Mutare, es un botánico de Zimbabue

## Biografía
En 1944 asistió a la Universidad de Ciudad del Cabo. Después de un año se unió a las Fuerzas Armadas. Fue comisionado en el African Rifles de Rodesia y sirvió en Birmania desde 1945 hasta 1946. Después de la desmovilización regresó a la Universidad de Ciudad del Cabo, donde se graduó con un B. Sc. Licenciado en Botánica y Zoología en 1947.
Le concedieron posteriormente una beca Rhodes y propuesto para una maestría en Ciencias Forestales de Brasenose College, Universidad de Oxford.
A su regreso a Rhodesia en 1950 fue contratado en Imbeza Forestal Estates, donde estudió árboles locales y comenzó su interés por las orquídeas. En 1952 se trasladó a la Charter Forest Estate en Melsetter donde permaneció hasta 1971. Durante este tiempo ha explorado ampliamente y recogido orquídeas en el Parque nacional de Chimanimani. Él era en gran parte responsable de la construcción allí del refugio en 1956.
Desde 1971 vivía con su esposa y familia en Umtali hasta su muerte como consecuencia de un accidente de coche en 1976.
- La abreviatura «J.S.Ball» se emplea para indicar a John Stanhope Ball como autoridad en la descripción y clasificación científica de los vegetales.[1]

Estudios de la orquídea
1. Orquídeas epifitas del sur de África por JS Ball, ilustrados con pinturas de Patricia van de Ruit, se publicó después de su muerte por sus notas detalladas. El libro fue editado por su hermana, Jane Browning, con la ayuda de Peter Ashton.

1. La contribución de John S. Ball al conocimiento de las plantas se conmemora en los nombres específicos de las siguientes plantas: Aloe ballii Reynolds; Bulbophyllum ballii PJ Cribb; Nervilia ballii G. Will .; y Zeuxine ballii PJ Cribb